# 管荘駅
管荘駅（かんそう-えき）は中華人民共和国北京市朝陽区に位置する北京地下鉄八通線の駅。駅番号はBT06。2019年12月前、北京地下鉄15号線の関荘駅とは英語表記すると同じGuanzhuang Stationになるが中国語では声調が異なる。

## 駅構造

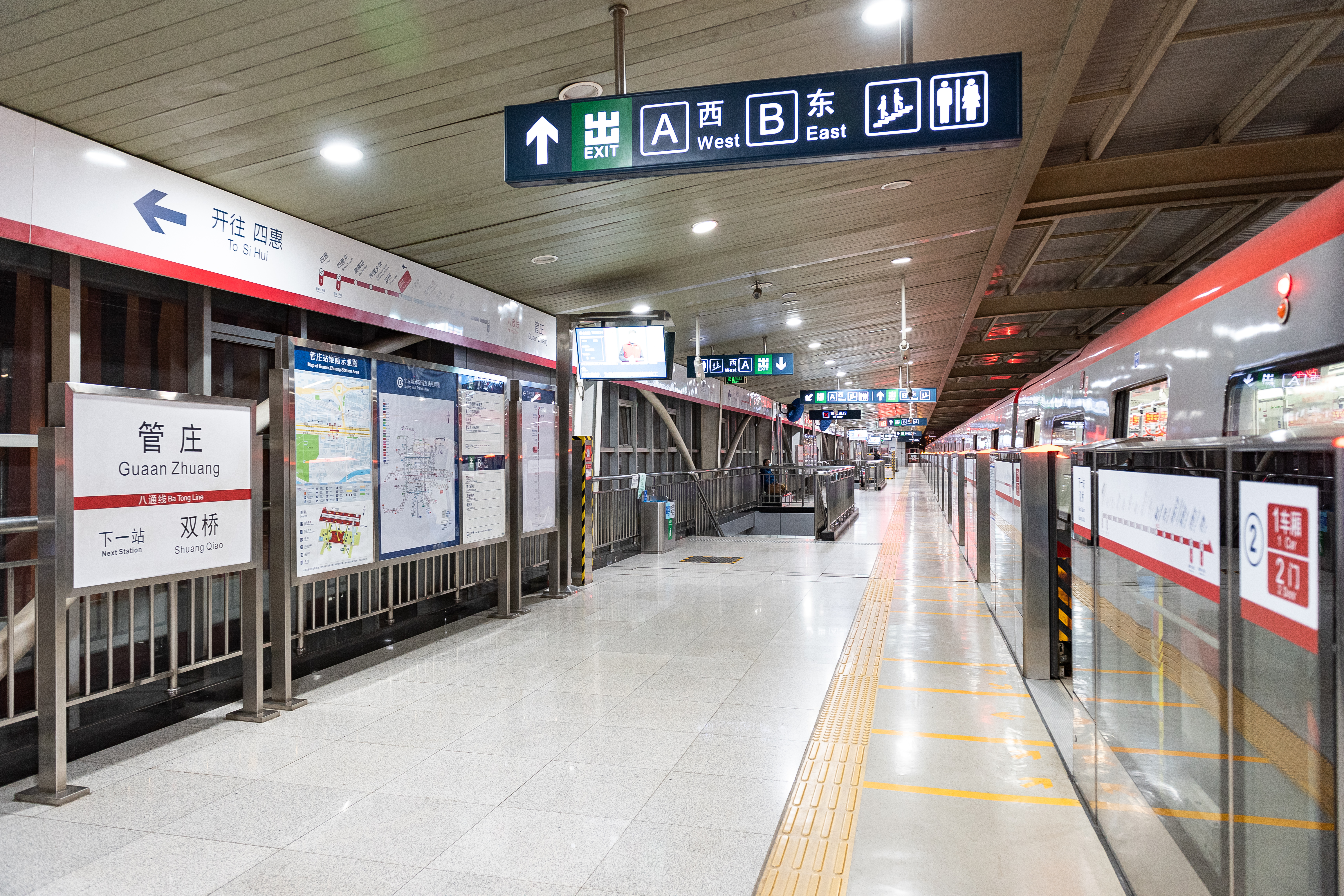
ホーム

相対式ホーム2面2線の高架駅。

## 駅周辺
・西会公園
・管荘郷人民政府

## 歴史
- 2003年12月27日 - 開業。

## 隣の駅
■北京地下鉄八通線
双橋駅 (BT05) - 菅荘駅 (BT06) - 八里橋駅 (BT07)